# Джинджър Роджърс
Джинжър Роджърс (на английски: Ginger Rogers) е американска актриса, танцьорка и певица, носителка на Оскар. През 1999 г. Американският филмов институт включва Роджърс под Номер-14 в класацията на най-големите жени звезди на класическото холивудско кино.

## Биография
Участва общо в 73 филма, като в голяма част от тях се снима със своя сценичен партньор Фред Астер. Започва кариерата си като пътуваща водевилна актриса в цирк. Прави дебюта си на Бродуей през 1929 година. В периода 1933–1939 Джинжър Роджърс прави девет музикални филма с Фред Астер, които революционизират този жанр с виртуозни и елегантни танцови изпълнения и музика, писана специално за тях. Изразът „Джинджър и Фред“ се е превърнал в нарицателно име на успешно патньорство в танца. През 1941 г. Джинджър Роджърс печели „Оскар за най-добра женска роля“ за ролята си във филма „Кити Фойл“ (1940).
Тя има пет брака. Умира през 1995 година от сърдечна недостатъчност.

## Избрана филмография
| Година | Филм             | Оригинално заглавие                         | Роля                  | Режисьор       |
| ------ | ---------------- | ------------------------------------------- | --------------------- | -------------- |
| 1935   | Цилиндър         | Top Hat                                     | Дейл Тремонт          | Марк Сандрич   |
| 1936   | Последвай яхтата | Follow the Fleet                            | Марк Сандрич          | Марк Сандрич   |
| 1936   | Време за суинг   | Swing Time                                  | Пенелопи „Пени“ Карол | Джордж Стивънс |
| 1937   | Ще танцуваме ли  | Shall We Dance                              | Линда Кийн            | Марк Сандрич   |
| 1940   | Кити Фойл        | Kitty Foyle: The Natural History of a Woman | Кити Фойл             | Сам Ууд        |
| 1949   | Любов на Бродуей | The Barkleys of Broadway                    | Дайна Баркли          | Чарлз Уолтърс  |